# Višera (Vičegda)
Višera (rus. Вишера ili Вышера) je rijeka u republici Komi u Rusiji, desni pritok rijeke Vičegde. Duga je 247 km, a površina porječja joj je 8780 km2. Višera se zamrzava u studenome i ostaje zaleđena sve do travnja.
Pripada porječju Sjeverne Dvine.

## Tok rijeke
Izvire iz Sindorskog jezera. Odatle teče pretežno prema jugu, a kasnije prema istoku. Nakon ušća svoje najveće pritoke, Nivšere, Višera ponovno skreće prema jugu i konačno se ulijeva u Vičegdu sa sjevera.

## Riječni režim
Najviše se napaja iz otopljenog snijega. Veliki dio godišnjeg protoka rezultat je topljenja snijega u kasno proljeće. Prosječni protok na mjernoj stanici Lun, 57 km od ušća, iznosi 79 m³/s.